# 諾門罕 (地名)
諾門罕（又称诺门坎）或諾門罕布爾德，是位於中國內蒙古呼伦贝尔市西南部的新巴尔虎左旗罕达盖苏木的一個鄂博。該鄂博西面為蒙古國（舊稱外蒙古）境內的哈拉哈河，東面為阿爾山市。
1939年蘇聯紅軍與日本帝國駐滿洲關東軍在該處開戰，結果蘇聯以立體機動戰戰勝日軍，日軍兩個師團被殲滅，史稱諾門罕戰役。該地因此戰役而被世人所知。